# Dietrich Buxtehude
Dietrich Buxtehude (ook Dieterich, Diderich of Diderik gespeld) (Helsingborg of Oldesloe, ca. 1637 – Lübeck, 9 mei 1707) was een Deens-Duitse componist, klavecinist, organist, muziekpedagoog en muziekorganisator. Buxtehude is een van de markantste vertegenwoordigers van de Noord-Duitse barok en oefende vooral door zijn vrije orgelcomposities, die superieur zijn aan zijn koraalbewerkingen, grote invloed uit in Noord-Duitsland, ook op Johann Sebastian Bach, die hem bezocht en zijn werken bestudeerd heeft.

## Geboorteplaats
Buxtehude werd geboren tijdens de Dertigjarige Oorlog en er is slechts een vermoeden waar hij geboren is. De volgende steden komen in aanmerking als geboorteplaats (in volgorde van afnemende waarschijnlijkheid):
- Helsingborg (toen Denemarken, nu Zweden)
- Oldesloe in Holstein (Duitsland)
- Helsingør (Denemarken)

## Leven
Dietrich Buxtehude was de zoon van de organist Hans Jensen Buxtehude (Buxtehude is de naam van een stadje ten westen van Hamburg; dat de familie hiervandaan afkomstig was, kan niet bewezen worden). Zijn jeugd bracht Buxtehude vanaf 1641 door in het toenmalige Deense Helsingborg en in Helsingør. Hij doorliep daar (vermoedelijk) de Latijnse school.
Aannemelijk is dat zijn vader de grondslag voor zijn ontwikkeling als beroepsmusicus heeft gelegd. Er zijn geen bewijzen voor aannames dat Johan Lorentz, Franz Tunder of de Hamburgse organist Heinrich Scheidemann leraar van Buxtehude is geweest. Johan Adamszoon Reincken - afkomstig uit Deventer (en leerling van Scheidemann) - en Buxtehude waren ten minste sinds 1674 nauw bevriend met elkaar.
Een gezamenlijke studietijd (ca. 20 jaren eerder) bij Scheidemann in Hamburg wordt door enkele onderzoekers aangenomen op basis van enkele muzikaal-stilistische overeenkomsten in composities van beiden. Maar de aanwijzingen zijn gering in aantal, en ook Franz Tunder, Matthias Weckmann en Johan Lorentz worden in de literatuur voorgesteld als mogelijke leraren. Geen van deze hypotheses kan worden ondersteund met biografische documenten.
Als organist werkte Buxtehude van 1657 tot 1658 in Helsingborg, van 1660 tot 1668 in de Marienkirche van de Duitse kerkgemeente van Helsingør en vanaf 1668, als opvolger van Franz Tunder, in Lübeck aan de Marienkirche. Buxtehude trouwde met diens dochter Anna Margareta - zo werd hij postuum Tunders schoonzoon. Gedurende bijna veertig jaar stond hij aan het hoofd van het muziekleven in de voormalige 'hoofdstad' van de Hanze (die officieel ontbonden werd in 1669). Naast zijn hoofdtaak als organist van de Marienkirche, had Buxtehude een verplichte neventaak als 'kerkschrijver', boekhouder, en ontving een salaris voor zowel geleverde muzikale als boekhoudkundige prestaties.
In 1673 begon hij met het schrijven van composities voor zogeheten Abendmusiken. Dit waren concerten die ten tijde van de Advent door Buxtehude werden georganiseerd voor de rijke koopmanselite van de stad en waarvoor hij speciaal composities van oratoriumachtige signatuur schreef. Ook door virtuoze improvisaties op het grote orgel van de Marienkirche maakten deze concerten hem tot ver buiten Lübeck beroemd.
Het model van deze Abendmusiken - waarmee Buxtehudes schoonvader Tunder ooit was begonnen - was ontleend aan soortgelijke initiatieven in de Oude Kerk van Amsterdam, die onder leiding van de organist ter plekke tevens stadsmusicus, Jan Pieterszoon Sweelinck, plaatsvonden ten behoeve van de Amsterdamse burgerij. Duitse kooplieden namen eigen ervaringen met deze openbare concerten - waardoor de Oude Kerk de facto als eerste burger-concertzaal ten noorden van de Alpen geldt - mee naar de eigen woonsituatie.

## Componeren
Buxtehude schiep een omvangrijk oeuvre. Een substantieel deel ervan bleef bewaard. Zijn wereldlijk werk bestaat uit triosonates en klavecimbelwerken. Op het gebied van de geestelijke muziek schiep hij vele orgelwerken, zij het dat verschillende daarvan waarschijnlijk niet per se voor kerkdiensten bedoeld waren, maar voor studiedoeleinden. Bewijzen voor het gebruik van de (vermeende) orgelmuziek in concerten en kerkdiensten ontbreken. Repertoirespel (in de moderne zin) zou ook in strijd zijn met de praktijk in Noord-Duitsland in de tijd van Buxtehude, waar alleen complexe, contrapuntische improvisatie in de bronnen aangetoond is (onder meer in Andreas Werckmeisters geschriften).
Het vocale werk maakt het grootste deel van Buxtehudes overgeleverde composities uit. De omvangrijkste werken die hij schreef, waren oratoriumachtige composities voor de Abendmusiken in Lübeck - niet één werk hiervan bleef bewaard - waarmee de geschiedenis van de geestelijke concerten in Duitsland begint en cantates, die naar toenmalig gebruik vooral voor kerkdiensten bedoeld waren.
Het overgrote deel van Buxtehudes cantates die zijn overgeleverd, bevindt zich in een Zweeds archief (Uppsala): het betreft composities die in opdracht voor het koninklijk hof in Stockholm en voor de Duitse kerk in dezelfde plaats zijn geschreven. Van de cantates die hij voor Lübeck componeerde, is maar een zeer beperkt deel bewaard gebleven.
Opvallend is wel dat Buxtehude zich voor zijn cantates meer baseerde op vroom dichtwerk - voortvloeiend uit het Piëtisme - dan op bijbelteksten.
Buxtehude deed moeite om de inhoud van de tekst op een persoonlijke wijze levendig en expressief weer te geven. Het is deze kwaliteit van Buxtehudes muziek - die ook in het kerklied-gebonden deel van zijn orgelcomposities valt op te merken - die hem niet alleen grote roem brachten, maar ook grote aantrekkingskracht op jongere tijdgenoten-musici uitoefende, waaronder de jonge Johann Sebastian Bach.

## Invloed
Buxtehude heeft school gemaakt en heeft onder anderen Johann Sebastian Bach beïnvloed.
Johann Sebastian Bach was in de winter van 1705-1706 400 kilometer te voet naar Lübeck gegaan om Buxtehude te zien en horen dirigeren en orgelspelen. Het verblijf in Lübeck betekende zo veel voor Bach dat hij zijn "leervakantie" eigenmachtig verlengde en daarmee zijn baan als organist op het spel zette.
Zowel Johann Sebastian Bach als zijn oudste broer Johann Christoph Bach hebben er substantieel aan bijgedragen, door middel van handgeschreven kopieën, dat belangrijke onderdelen van Buxtehudes klavieroeuvre bewaard bleven.
Zowel Bach als (eerder) Johann Mattheson en Händel kregen de kans om Buxtehude op te volgen. Het is een anekdote dat zij afgeschrikt werden door het vooruitzicht daarvoor Buxtehudes oudste dochter te moeten huwen.
Dietrich Buxtehude is de beroemdste vertegenwoordiger van de Noord-Duitse Orgelschool, die afstamde van Jan Pieterszoon Sweelinck. Een bekende leerling van Buxtehude was Nicolaus Bruhns. Het werk van Buxtehude leent zich voor een losse speelwijze en een vrije interpretatie.

## Buxtehudejaar
Aangezien 2007 het 300e sterfjaar van Buxtehude was, werd dat jaar uitgeroepen tot Buxtehudejaar. Dit betekent dat (de muziek van) deze componist in 2007 extra in de schijnwerpers stond. Er werden vele Buxtehudeconcerten en ook -festivals gehouden, en veel nieuwe cd's gepresenteerd.
Naast de globale rijkdom van concerten en symposia blijven uit het herdenkingsjaar vooral en reeks belangrijke publicaties, met name Kerala J. Snyders uitgebreide Buxtehude-monografie (zie bibliografie).

## Werken
Er zijn relatief weinig composities van Buxtehude in diens oorspronkelijke handschrift bewaard gebleven (en geen daarvan voor klavierinstrumenten). Gelukkig heeft Buxtehude getrouw eigen werk naar zijn vriend, de Stockholmse organist Gustav Düben gestuurd. Diens collectie van bijna honderd cantates van Buxtehude bevindt zich thans in de bibliotheek van de universiteit van Uppsala. De werken van Dietrich Buxtehude zijn in de Buxtehude-Werke-Verzeichnis (BuxWV) gecatalogiseerd.
- Kamermuziek:
  - Sonates voor viool, viola da gamba en klavecimbel
  - Triosonates
- Vocale werken:
  - meer dan 100 cantates en geestelijke concerten, waaronder Membra Jesu nostri, een passiecyclus van zeven cantates
  - een Missa brevis (BuxWV 114)
  - enkele oratoria (grotendeels verloren)
- Orgelwerken:
  - ca. 40 vrije stukken (toccata’s, preludia, fuga’s etc.)

- - ca. 50 Koraalbewerkingen
- Werken voor klavecimbel:
  - ca. 20 suites
  - zes variatiewerken

## Dietrich Buxtehude project van Ton Koopman
Van 2005 tot in 2014 werkte Ton Koopman aan een omvattend Buxtehudeproject: het uitvoeren en opnemen van het gehele overgeleverde oeuvre van Dietrich Buxtehude, de grote inspirator van de jonge Johann Sebastian Bach. De uitkomst van dit project omvat 31 cd’s.

## Appendix
- Bibsys: 90103028
- Biblioteca Nacional de España: XX870285
- Bibliothèque nationale de France: cb138920307 (data)
- CiNii: DA07732233
- Gemeinsame Normdatei: 118665685
- International Standard Name Identifier: 0000 0001 0888 6473
- Library of Congress Control Number: n81014122
- Nationale Bibliotheek van Letland: 000046465
- MusicBrainz: f106fb52-0b54-4135-bdfd-9ccfd7e320cb
- Bibliotheek van het Japanse parlement: 01041380
- Nationale Bibliotheek van Tsjechië: js20020722027
- Nationale bibliotheek van Australië: 36171992
- Nationale Bibliotheek van Israël: 987007271850105171
- Nationale en Universitaire bibliotheek Zagreb: 000048727
- Nederlandse Thesaurus van Auteursnamen: 068941706
- Réseau des bibliothèques de Suisse occidentale: 02-A000024585
- Istituto Centrale per il Catalogo Unico: TO0V164784
- LIBRIS: 236128
- SNAC: w6k64krk
- Système universitaire de documentation: 028445112
- Trove: 1223727
- Virtual International Authority File: 37101174
- WorldCat: E39PBJjhF3mQ4KgHgtwmwbyTpP